# I liga argentyńska w piłce nożnej (1956)
Mistrzem Argentyny w roku 1956 został klub River Plate, a wicemistrzem Argentyny klub Club Atlético Lanús.
Do drugiej ligi spadł ostatni w tabeli klub Chacarita Juniors. Na jego miejsce awansował z drugiej ligi klub Atlanta Buenos Aires.

## Primera División

### Kolejka 1
| Data             | Mecz |
| ---------------- | --- |
| 15 kwietnia 1956 | Independiente – River Plate 0:1 Juan C. Russo                                                                                          |
| 15 kwietnia 1956 | Ferro Carril Oeste – CA Huracán 1:1 Salvador Calvanese - Oscar Rossi                                                                   |
| 15 kwietnia 1956 | CA Tigre – Racing Club de Avellaneda 0:2 Manuel Blanco, Adalberto Rodríguez                                                            |
| 15 kwietnia 1956 | Chacarita Juniors – Club Atlético Lanús 0:1 Emilio Fernández                                                                           |
| 15 kwietnia 1956 | San Lorenzo de Almagro – Argentinos Juniors 1:0 José F. Sanfilippo                                                                     |
| 15 kwietnia 1956 | Estudiantes La Plata – Newell’s Old Boys 1:0 Héctor Molina                                                                             |
| 15 kwietnia 1956 | Rosario Central – Gimnasia y Esgrima La Plata 2:2 Juan A. Castro, Alberto Sánchez - Francisco Loiácono, Rodolfo Smargiassi             |
| 15 kwietnia 1956 | Boca Juniors – Vélez Sarsfield 4:1 Antonio Angelillo, Osvaldo Zubeldía, Ángel Allegri s, Federico Edwards (k) - Marcelo López Espinosa |

### Kolejka 2
| Data             | Mecz |
| ---------------- | --- |
| 22 kwietnia 1956 | River Plate – Boca Juniors 2:1 Roberto Zárate (k), Ángel Labruna - Antonio Angelillo                                                                       |
| 22 kwietnia 1956 | San Lorenzo de Almagro – Ferro Carril Oeste 1:2 Orlando Giaché - Alberto Piovano, Guillermo Linares                                                        |
| 22 kwietnia 1956 | Racing Club de Avellaneda – Rosario Central 4:1 Juan C. Mendiburu, Humberto Maschio, Manuel Blanco (2) - Ricardo F. Giménez                                |
| 22 kwietnia 1956 | Argentinos Juniors – Chacarita Juniors 2:2 Nicolás Kuiper (2) - Marcos Busico (k), Mario Pavez mecz rozegrany został na stadionie klubu Ferro Carril Oeste |
| 22 kwietnia 1956 | Gimnasia y Esgrima La Plata – Estudiantes La Plata 2:2 Eduardo Domínguez, Alfredo Martínez - Diego Arizaga, Marcelino Monteserín                           |
| 22 kwietnia 1956 | Newell’s Old Boys – Independiente 3:1 Ernesto Picot, Rodolfo García, José J. Urquiza - Rodolfo Micheli (k)                                                 |
| 22 kwietnia 1956 | Vélez Sarsfield – CA Huracán 1:0 Ernesto Sansone |
| 22 kwietnia 1956 | Club Atlético Lanús – CA Tigre 1:0 Benito Cejas |

### Kolejka 3
| Data             | Mecz |
| ---------------- | --- |
| 28 kwietnia 1956 | CA Huracán – River Plate 1:1 Alberto Violi - Carlos Lara                                                                               |
| 28 kwietnia 1956 | Estudiantes La Plata – Racing Club de Avellaneda 0:0                                                                                   |
| 28 kwietnia 1956 | Chacarita Juniors – San Lorenzo de Almagro 0:0                                                                                         |
| 28 kwietnia 1956 | Independiente – Gimnasia y Esgrima La Plata 1:4 Camilo Cervino - Luis Pentrelli, Alfredo Martínez, Rubén Navarro s, Francisco Loiácono |
| 28 kwietnia 1956 | CA Tigre – Argentinos Juniors 4:3 Luis Cesáreo, Llamil Simes (2), Juan Chena - Osvaldo Panzutto (2), José A. Carbone                   |
| 28 kwietnia 1956 | Boca Juniors – Newell’s Old Boys 3:1 Osvaldo Zubeldía, Herminio González (2) - Rodolfo García                                          |
| 28 kwietnia 1956 | Rosario Central – Club Atlético Lanús 2:2 Juan A. Castro (2) - José Nazionale (k), Benito Cejas                                        |
| 28 kwietnia 1956 | Ferro Carril Oeste – Vélez Sarsfield 1:1 Francisco Devita (k) - Norberto Conde                                                         |

### Kolejka 4
| Data        | Mecz |
| ----------- | --- |
| 6 maja 1956 | River Plate – Vélez Sarsfield 4:2 Roberto Zárate, Francisco Sosa, Carlos Lara (2) - Juan J. Ferraro, Norberto Conde                                     |
| 6 maja 1956 | Club Atlético Lanús – Estudiantes La Plata 1:0 Osvaldo Gil                                                                                              |
| 6 maja 1956 | Chacarita Juniors – Ferro Carril Oeste 1:2 Marcelino Molinari - Antonio Garabal (2)                                                                     |
| 6 maja 1956 | Argentinos Juniors – Rosario Central 3:0 Osvaldo Panzutto, Ricardo Trigili, José A. Carbone mecz rozegrany został na stadionie klubu Ferro Carril Oeste |
| 6 maja 1956 | Racing Club de Avellaneda – Independiente 2:0 Oreste Corbatta (2, 1k)                                                                                   |
| 6 maja 1956 | Gimnasia y Esgrima La Plata – Boca Juniors 0:1 Julio Boreni                                                                                             |
| 6 maja 1956 | San Lorenzo de Almagro – CA Tigre 5:1 José F. Sanfilippo (k), Raúl Gutiérrez (3), Patricio Joffré - Llamil Simes                                        |
| 6 maja 1956 | Newell’s Old Boys – CA Huracán 0:1 Horacio Onzari |

### Kolejka 5
| Data         | Mecz |
| ------------ | --- |
| 13 maja 1956 | Ferro Carril Oeste – River Plate 0:0 |
| 13 maja 1956 | Boca Juniors – Racing Club de Avellaneda 1:1 Osvaldo Zubeldía - Humberto Maschio                                                            |
| 13 maja 1956 | Rosario Central – San Lorenzo de Almagro 1:1 Roberto Apiciafuocco - Raúl Gutiérrez                                                          |
| 13 maja 1956 | Independiente – Club Atlético Lanús 5:3 Rodolfo Micheli (2), Ernesto Grillo (2), Osvaldo Cruz - Dante Lugo, Benito Cejas (2)                |
| 13 maja 1956 | CA Huracán – Gimnasia y Esgrima La Plata 1:1 Oscar Rossi - Norberto Bonelli mecz rozegrany został na stadionie klubu San Lorenzo de Almagro |
| 13 maja 1956 | Estudiantes La Plata – Argentinos Juniors 0:3 Juan Nawacky (2), Osvaldo Panzutto                                                            |
| 13 maja 1956 | CA Tigre – Chacarita Juniors 2:1 Luis Cesáreo, Héctor De Bourgoing - Carlos Etcheverry                                                      |
| 13 maja 1956 | Vélez Sarsfield – Newell’s Old Boys 2:1 Norberto Conde, Ángel Allegri (k) - Rodolfo García                                                  |

### Kolejka 6
| Data         | Mecz |
| ------------ | --- |
| 20 maja 1956 | Newell’s Old Boys – River Plate 1:3 Ricardo Ramaciotti - Eliseo Prado, Santiago Vernazza, Roberto Zárate (k)                        |
| 20 maja 1956 | Club Atlético Lanús – Boca Juniors 2:2 Benito Cejas, Dante Lugo - Fausto Rosello, Antonio Angelillo                                 |
| 20 maja 1956 | San Lorenzo de Almagro – Estudiantes La Plata 1:0 José F. Sanfilippo                                                                |
| 20 maja 1956 | Racing Club de Avellaneda – CA Huracán 1:1 Adalberto Rodríguez - Orlando Peloso                                                     |
| 20 maja 1956 | Chacarita Juniors – Rosario Central 1:0 Roberto Pegnotti                                                                            |
| 20 maja 1956 | Argentinos Juniors – Independiente 1:1 José A. Carbone - Ernesto Grillo mecz rozegrany został na stadionie klubu Ferro Carril Oeste |
| 20 maja 1956 | Gimnasia y Esgrima La Plata – Vélez Sarsfield 2:2 Francisco Loiácono (k), Eduardo Domínguez - Juan J. Ferraro, Luis A. Manzi        |
| 20 maja 1956 | CA Tigre – Ferro Carril Oeste 4:1 Héctor De Bourgoing, Llamil Simes (2), Ricardo Druziuk - Salvador Calvanese                       |

### Kolejka 7
| Data         | Mecz |
| ------------ | --- |
| 27 maja 1956 | River Plate – Gimnasia y Esgrima La Plata 2:0 Santiago Vernazza, Roberto Zárate (k) |
| 27 maja 1956 | Independiente – San Lorenzo de Almagro 1:2 José Varacka - José F. Sanfilippo (2) |
| 27 maja 1956 | Vélez Sarsfield – Racing Club de Avellaneda 1:1 Norberto Conde - Oreste Corbatta (k)                                                                                                   |
| 27 maja 1956 | Boca Juniors – Argentinos Juniors 6:3 Ernesto Cucchiaroni (2), Herminio González, Osvaldo Zubeldía, Miguel A. Vidal s, Federico Edwards - José A. Carbone, Juan Nawacky (2)            |
| 27 maja 1956 | CA Huracán – Club Atlético Lanús 2:4 Alberto Evaristo, Orlando Peloso - Ramón Moyano (2), Benito Cejas, Urbano Reynoso mecz rozegrany został na stadionie klubu San Lorenzo de Almagro |
| 27 maja 1956 | Estudiantes La Plata – Chacarita Juniors 3:0 Alberto Cazaubón (2), Héctor Antonio |
| 27 maja 1956 | Rosario Central – CA Tigre 1:0 Fernando Gianserra s |
| 27 maja 1956 | Ferro Carril Oeste – Newell’s Old Boys 4:0 Antonio Garabal, Héctor Berón (2), Guillermo Linares                                                                                        |

### Kolejka 8
| Data           | Mecz |
| -------------- | --- |
| 3 czerwca 1956 | Racing Club de Avellaneda – River Plate 4:2 Juan J. Pizzuti, Humberto Maschio (2), Juan C. Mendiburu - Roberto Zárate (k), Enrique Sívori                            |
| 3 czerwca 1956 | San Lorenzo de Almagro – Boca Juniors 1:2 José F. Sanfilippo - Ernesto Cucchiaroni, Fausto Rosello                                                                   |
| 3 czerwca 1956 | Chacarita Juniors – Independiente 1:2 Julio Ravelli - Osvaldo Cruz, Rodolfo Micheli                                                                                  |
| 3 czerwca 1956 | CA Tigre – Estudiantes La Plata 1:1 Luis Cesáreo - Héctor Antonio |
| 3 czerwca 1956 | Rosario Central – Ferro Carril Oeste 3:2 Ricardo F. Giménez, Oscar Mottura, Juan A. Castro - Juan A. Lombardi s, Antonio Garabal                                     |
| 3 czerwca 1956 | Argentinos Juniors – CA Huracán 0:6 Oscar Rossi (2, 1k), José A. Diz (2), Orlando Peloso, Félix Respuela mecz rozegrany został na stadionie klubu Ferro Carril Oeste |
| 3 czerwca 1956 | Gimnasia y Esgrima La Plata – Newell’s Old Boys 3:2 Diego Bayo (2), Norberto Bonelli - Roque Toranzo, Ricardo Ramaciotti                                             |
| 3 czerwca 1956 | Club Atlético Lanús – Vélez Sarsfield 2:2 Urbano Reynoso (2) - Norberto Conde (2)                                                                                    |

### Kolejka 9
| Data            | Mecz |
| --------------- | --- |
| 9 czerwca 1956  | CA Huracán – San Lorenzo de Almagro 2:4 Horacio Onzari (2) - Ángel Berni, Juan Portaluppi, Raúl Martínez, Darío D’Alessandro mecz rozegrany został na stadionie klubu Vélez Sarsfield |
| 17 czerwca 1956 | River Plate – Club Atlético Lanús 0:0 |
| 17 czerwca 1956 | Newell’s Old Boys – Racing Club de Avellaneda 1:1 Osvaldo Nardiello - Oreste Corbatta                                                                                                 |
| 17 czerwca 1956 | Estudiantes La Plata – Rosario Central 3:1 Roberto Rolando (3) - Miguel A. Juárez |
| 17 czerwca 1956 | Boca Juniors – Chacarita Juniors 3:1 Osvaldo Zubeldía, Perfecto Rodríguez (2) - Miguel A. Baiocco                                                                                     |
| 17 czerwca 1956 | Independiente – CA Tigre 0:0 |
| 17 czerwca 1956 | Vélez Sarsfield – Argentinos Juniors 2:1 Juan J. Ferraro (2) - Mario Sciarra |
| 17 czerwca 1956 | Ferro Carril Oeste – Gimnasia y Esgrima La Plata 0:2 Luis Pentrelli, Francisco Loiácono                                                                                               |

### Kolejka 10
| Data          | Mecz |
| ------------- | --- |
| 15 lipca 1956 | Argentinos Juniors – River Plate 1:2 Osvaldo Panzutto - Norberto Menéndez, César Torres mecz rozegrany został na stadionie klubu Ferro Carril Oeste |
| 15 lipca 1956 | CA Tigre – Boca Juniors 2:2 Luis Cesáreo, Héctor De Bourgoing (k) - Federico Edwards (k), Perfecto Rodríguez                                        |
| 15 lipca 1956 | Rosario Central – Independiente 2:1 Juan A. Castro (k), Miguel A. Juárez - Rodolfo Micheli                                                          |
| 15 lipca 1956 | San Lorenzo de Almagro – Vélez Sarsfield 0:1 Marcelo López Espinosa                                                                                 |
| 15 lipca 1956 | Racing Club de Avellaneda – Gimnasia y Esgrima La Plata 1:1 Ángel Ambrosi s - Ismael Villegas                                                       |
| 15 lipca 1956 | Chacarita Juniors – CA Huracán 0:0 |
| 15 lipca 1956 | Club Atlético Lanús – Newell’s Old Boys 2:1 Dante Lugo, Urbano Reynoso - Rodolfo García                                                             |
| 15 lipca 1956 | Estudiantes La Plata – Ferro Carril Oeste 1:4 Juan E. Urriolabeitía - José Bolaña (k), Salvador Calvanese (2), Ernesto Juárez                       |

### Kolejka 11
| Data          | Mecz |
| ------------- | --- |
| 22 lipca 1956 | River Plate – San Lorenzo de Almagro 4:1 Norberto Menéndez, Santiago Vernazza (2), Enrique Sívori - Ángel Berni                  |
| 22 lipca 1956 | Vélez Sarsfield – Chacarita Juniors 3:2 Juan J. Ferraro, Ángel Allegri (k), Luis A. Manzi - José Barreiro (k), Carlos Etcheverry |
| 22 lipca 1956 | Newell’s Old Boys – Argentinos Juniors 3:0 José Yudica, Ernesto Picot, José J. Urquiza                                           |
| 22 lipca 1956 | CA Huracán – CA Tigre 2:1 Héctor Reduch, Héctor Aramendi - Héctor De Bourgoing                                                   |
| 22 lipca 1956 | Boca Juniors – Rosario Central 0:2 Juan A. Castro (k), Miguel A. Juárez                                                          |
| 22 lipca 1956 | Independiente – Estudiantes La Plata 2:0 Osvaldo Cruz, Ernesto Grillo                                                            |
| 22 lipca 1956 | Ferro Carril Oeste – Racing Club de Avellaneda 0:2 Oreste Corbatta (2)                                                           |
| 22 lipca 1956 | Gimnasia y Esgrima La Plata – Club Atlético Lanús 0:0                                                                            |

### Kolejka 12
| Data          | Mecz |
| ------------- | --- |
| 29 lipca 1956 | Chacarita Juniors – River Plate 1:1 Carlos Etcheverry - Roberto Zárate (k) |
| 29 lipca 1956 | Club Atlético Lanús – Racing Club de Avellaneda 2:1 Jorge Mastroantonio, Nicolás Daponte - Oreste Corbatta (k)                                                                      |
| 29 lipca 1956 | Estudiantes La Plata – Boca Juniors 3:3 Roberto Rolando, Juan E. Urriolabeitía (2, 1k) - Antonio Angelillo, Herminio González (2, 1k)                                               |
| 29 lipca 1956 | San Lorenzo de Almagro – Newell’s Old Boys 4:1 Raúl Gutiérrez, Ángel Berni, José F. Sanfilippo (2, 1k) - Osvaldo Nardiello                                                          |
| 29 lipca 1956 | Independiente – Ferro Carril Oeste 2:1 Ernesto Grillo, Ramón Abeledo - Nelson Martínez                                                                                              |
| 29 lipca 1956 | CA Tigre – Vélez Sarsfield 1:4 Jorge Hidalgo - Ludovico Avio (3), Marcelo López Espinosa                                                                                            |
| 29 lipca 1956 | Argentinos Juniors – Gimnasia y Esgrima La Plata 3:1 Juan A. Carbone, Orlando Nappe (k), Juan Nawacky - Ismael Villegas mecz rozegrany został na stadionie klubu Ferro Carril Oeste |
| 29 lipca 1956 | Rosario Central – CA Huracán 5:1 Juan A. Castro (3), Oscar Mottura, Ricardo F. Giménez - Héctor Reduch                                                                              |

### Kolejka 13
| Data            | Mecz |
| --------------- | --- |
| 5 sierpnia 1956 | River Plate – CA Tigre 2:2 Enrique Sívori, Santiago Vernazza - Luis Cesáreo, Mario Scaini                             |
| 5 sierpnia 1956 | Boca Juniors – Independiente 1:0 Ernesto Cucchiaroni                                                                  |
| 5 sierpnia 1956 | CA Huracán – Estudiantes La Plata 1:1 José A. Diz - Alberto Cazaubón                                                  |
| 5 sierpnia 1956 | Gimnasia y Esgrima La Plata – San Lorenzo de Almagro 3:1 Ismael Villegas, Eduardo Domínguez, Diego Bayo - Ángel Berni |
| 5 sierpnia 1956 | Newell’s Old Boys – Chacarita Juniors 2:0 Osvaldo Nardiello, José Yudica (k)                                          |
| 5 sierpnia 1956 | Ferro Carril Oeste – Club Atlético Lanús 1:1 Nelson Martínez - Dante Lugo                                             |
| 5 sierpnia 1956 | Vélez Sarsfield – Rosario Central 1:1 Norberto Conde - Ricardo F. Giménez                                             |
| 5 sierpnia 1956 | Racing Club de Avellaneda – Argentinos Juniors 2:3 Oreste Corbatta (2, 2k) - Juan Nawacky (2), Mario Sciarra          |

### Kolejka 14
| Data             | Mecz |
| ---------------- | --- |
| 12 sierpnia 1956 | Rosario Central – River Plate 1:1 Oscar Mottura - Enrique Sívori                                                                       |
| 12 sierpnia 1956 | San Lorenzo de Almagro – Racing Club de Avellaneda 0:0                                                                                 |
| 12 sierpnia 1956 | Estudiantes La Plata – Vélez Sarsfield 1:1 Héctor Molina - Luis A. Manzi                                                               |
| 12 sierpnia 1956 | Boca Juniors – Ferro Carril Oeste 3:2 Ernesto Cucchiaroni (2), Antonio Angelillo - Guillermo Linares, Ricardo Fox                      |
| 12 sierpnia 1956 | Argentinos Juniors – Club Atlético Lanús 1:1 Héctor Pederzoli - Dante Lugo mecz rozegrany został na stadionie klubu Ferro Carril Oeste |
| 12 sierpnia 1956 | Chacarita Juniors – Gimnasia y Esgrima La Plata 3:1 Miguel A. Baiocco, Hernán Nonis, José Barreiro - Luis Pentrelli                    |
| 12 sierpnia 1956 | CA Tigre – Newell’s Old Boys 1:1 Héctor De Bourgoing - José J. Urquiza                                                                 |
| 12 sierpnia 1956 | Independiente – CA Huracán 3:0 Ramón Abeledo, Osvaldo Cruz, Ernesto Grillo                                                             |

### Kolejka 15
| Data             | Mecz |
| ---------------- | --- |
| 26 sierpnia 1956 | River Plate – Estudiantes La Plata 2:0 Enrique Sívori, Santiago Vernazza                                 |
| 26 sierpnia 1956 | CA Huracán – Boca Juniors 1:2 Roberto Roche - Antonio Angelillo (2)                                      |
| 26 sierpnia 1956 | Racing Club de Avellaneda – Chacarita Juniors 3:0 Oreste Corbatta, Humberto Maschio, Juan J. Pizzuti     |
| 26 sierpnia 1956 | Club Atlético Lanús – San Lorenzo de Almagro 4:0 Urbano Reynoso, Emilio Fernández, Dante Lugo (2, 1k)    |
| 26 sierpnia 1956 | Newell’s Old Boys – Rosario Central 2:0 Rodolfo García, Osvaldo Nardiello                                |
| 26 sierpnia 1956 | Gimnasia y Esgrima La Plata – CA Tigre 2:2 Diego Bayo, Francisco Loiácono (k) - Juan Chena, Llamil Simes |
| 26 sierpnia 1956 | Vélez Sarsfield – Independiente 2:1 Ángel Allegri, Luis A. Manzi - Ernesto Grillo                        |
| 26 sierpnia 1956 | Ferro Carril Oeste – Argentinos Juniors 1:2 Ernesto Juárez - Ricardo Trigili, Juan Nawacky               |

### Kolejka 16
| Data            | Mecz |
| --------------- | --- |
| 2 września 1956 | River Plate – Independiente 4:1 Enrique Sívori, José M. Sánchez (2), Roberto Zárate - Ricardo Bonelli (k)                                |
| 2 września 1956 | Vélez Sarsfield – Boca Juniors 2:0 Marcelo López Espinosa, Ernesto Sansone                                                               |
| 2 września 1956 | Argentinos Juniors – San Lorenzo de Almagro 0:1 Ángel Berni mecz rozegrany został na stadionie klubu Ferro Carril Oeste                  |
| 2 września 1956 | Newell’s Old Boys – Estudiantes La Plata 1:1 Roberto Puppo - Horacio Di Loreto                                                           |
| 2 września 1956 | Racing Club de Avellaneda – CA Tigre 3:2 Juan C. Mendiburu, Juan J. Pizzuti, Oreste Corbatta (k) - Héctor De Bourgoing (k), Mario Scaini |
| 2 września 1956 | Gimnasia y Esgrima La Plata – Rosario Central 0:2 Miguel A. Juárez, Roberto Apiciafuocco                                                 |
| 2 września 1956 | CA Huracán – Ferro Carril Oeste 0:1 Antonio Garabal                                                                                      |
| 2 września 1956 | Club Atlético Lanús – Chacarita Juniors 1:1 Bernabé Carranza - Roberto Brookes                                                           |

### Kolejka 17
| Data            | Mecz |
| --------------- | --- |
| 9 września 1956 | Boca Juniors – River Plate 2:1 Osvaldo Zubeldía, Eduardo Senés - Santiago Vernazza                                               |
| 9 września 1956 | CA Tigre – Club Atlético Lanús 4:2 Norberto Méndez, Mario Scaini, Llamil Simes (2) - Emilio Fernández, Alfredo Rojas             |
| 9 września 1956 | Chacarita Juniors – Argentinos Juniors 1:1 Osvaldo Vega - Orlando Nappe                                                          |
| 9 września 1956 | Ferro Carril Oeste – San Lorenzo de Almagro 2:3 Salvador Calvanese, Antonio Garabal (k) - Alfredo López (2), Orlando Giaché      |
| 9 września 1956 | Independiente – Newell’s Old Boys 3:1 Ernesto Grillo (2), Ricardo Bonelli - Rodolfo García                                       |
| 9 września 1956 | Rosario Central – Racing Club de Avellaneda 0:1 Manuel Blanco                                                                    |
| 9 września 1956 | CA Huracán – Vélez Sarsfield 1:2 Isidoro Tissera (k) - Juan J. Ferraro (2)                                                       |
| 9 września 1956 | Estudiantes La Plata – Gimnasia y Esgrima La Plata 2:3 Juan A. Lanciotti, Héctor Molina - Luis Pentrelli, Francisco Loiácono (2) |

### Kolejka 18
| Data             | Mecz |
| ---------------- | --- |
| 16 września 1956 | River Plate – CA Huracán 3:0 Enrique Sívori (2), Roberto Zárate (k)                                                                                                |
| 16 września 1956 | Newell’s Old Boys – Boca Juniors 2:2 Osvaldo Nardiello, Rodolfo García - Ernesto Picot s, Juan J. Rodríguez                                                        |
| 16 września 1956 | Argentinos Juniors – CA Tigre 3:1 Juan Nawacky, Orlando Nappe (k), Mario Sciarra - Héctor De Bourgoing mecz rozegrany został na stadionie klubu Ferro Carril Oeste |
| 16 września 1956 | Vélez Sarsfield – Ferro Carril Oeste 1:3 Marcelo López Espinosa - Ernesto Juárez (2), Guillermo Linares                                                            |
| 16 września 1956 | Racing Club de Avellaneda – Estudiantes La Plata 2:1 José A. Ayala s, Juan J. Pizzuti - Diego Arizaga                                                              |
| 16 września 1956 | Club Atlético Lanús – Rosario Central 4:2 Alfredo Rojas (3), Emilio Fernández - Miguel A. Juárez, Roberto Apiciafuocco                                             |
| 16 września 1956 | San Lorenzo de Almagro – Chacarita Juniors 4:1 Raúl Martínez, Alfredo López (2), Ángel Berni - Carlos Etcheverry                                                   |
| 16 września 1956 | Gimnasia y Esgrima La Plata – Independiente 0:0 |

### Kolejka 19
| Data             | Mecz |
| ---------------- | --- |
| 23 września 1956 | Vélez Sarsfield – River Plate 2:1 Marcelo López Espinosa, Norberto Conde - Ángel Labruna                       |
| 23 września 1956 | Boca Juniors – Gimnasia y Esgrima La Plata 1:0 Julio Novarini s                                                |
| 23 września 1956 | Rosario Central – Argentinos Juniors 1:0 Oscar Mottura                                                         |
| 23 września 1956 | CA Tigre – San Lorenzo de Almagro 1:1 Osvaldo Carceo - Juan Portaluppi                                         |
| 23 września 1956 | Independiente – Racing Club de Avellaneda 2:2 Ernesto Grillo (2) - Oreste Corbatta (k), Juan C. Mendiburu      |
| 23 września 1956 | CA Huracán – Newell’s Old Boys 2:2 Horacio Onzari, Félix Respuela - Osvaldo Nardiello, Luis Pereyra            |
| 23 września 1956 | Estudiantes La Plata – Club Atlético Lanús 1:2 Juan E. Urriolabeitía (k) - Dante Lugo, Juan E. Urriolabeitía s |
| 23 września 1956 | Ferro Carril Oeste – Chacarita Juniors 1:1 Antonio Garabal (k) - Enrique Esquide (k)                           |

### Kolejka 20
| Data             | Mecz |
| ---------------- | --- |
| 30 września 1956 | River Plate – Ferro Carril Oeste 0:0                                                                               |
| 30 września 1956 | Racing Club de Avellaneda – Boca Juniors 1:0 Manuel Blanco                                                         |
| 30 września 1956 | Newell’s Old Boys – Vélez Sarsfield 1:1 Raúl Miralles - Marcelo López Espinosa                                     |
| 30 września 1956 | Argentinos Juniors – Estudiantes La Plata 3:0 Ricardo Trigili, Juan A. Carbone, Mario Sciarra                      |
| 30 września 1956 | Chacarita Juniors – CA Tigre 0:1 Norberto Méndez                                                                   |
| 30 września 1956 | Club Atlético Lanús – Independiente 2:0 Emilio Fernández, Alfredo Rojas                                            |
| 30 września 1956 | Gimnasia y Esgrima La Plata – CA Huracán 2:2 Alfredo Martínez, Rodolfo Smargiassi - Orlando Peloso, Félix Respuela |
| 30 września 1956 | San Lorenzo de Almagro – Rosario Central 1:1 José F. Sanfilippo - Miguel A. Juárez                                 |

### Kolejka 21
| Data                | Mecz |
| ------------------- | --- |
| 7 października 1956 | River Plate – Newell’s Old Boys 2:1 Eliseo Prado, Ángel Labruna - Ernesto Picot                                                                                                |
| 7 października 1956 | Independiente – Argentinos Juniors 4:2 Ricardo Bonelli (k), Rodolfo Micheli, Osvaldo Cruz, Carlos Cecconato - Ricardo Trigili, Juan Nawacky                                    |
| 7 października 1956 | Ferro Carril Oeste – CA Tigre 2:0 Salvador Calvanese, Nelson Martínez |
| 7 października 1956 | Vélez Sarsfield – Gimnasia y Esgrima La Plata 3:4 Norberto Conde, Juan J. Ferraro, Ernesto Sansone - Diego Bayo (2), Martín Rosales, Ángel Allegri s                           |
| 7 października 1956 | CA Huracán – Racing Club de Avellaneda 1:3 Oscar Rossi - Manuel Blanco (2), Juan C. Mendiburu                                                                                  |
| 7 października 1956 | Rosario Central – Chacarita Juniors 9:2 Alberto Sánchez (2), Miguel A. Juárez (2), Oscar Mottura (2), Juan A. Castro (2), Alberto Ducca - Roberto Brookes, Enrique Esquide (k) |
| 7 października 1956 | Estudiantes La Plata – San Lorenzo de Almagro 0:1 Ángel Berni |
| 7 października 1956 | Boca Juniors – Club Atlético Lanús 0:2 Dante Lugo (2) |

### Kolejka 22
| Data                 | Mecz |
| -------------------- | --- |
| 12 października 1956 | Gimnasia y Esgrima La Plata – River Plate 1:4 Luis Pentrelli - Eliseo Prado (2), Félix Loustau, Ángel Labruna                             |
| 14 października 1956 | San Lorenzo de Almagro – Independiente 0:2 Camilo Cervino, Osvaldo Cruz                                                                   |
| 14 października 1956 | Racing Club de Avellaneda – Vélez Sarsfield 1:3 Humberto Maschio - Norberto Conde, Juan J. Ferraro (2)                                    |
| 14 października 1956 | Newell’s Old Boys – Ferro Carril Oeste 1:2 Luis Pereyra (k) - Alberto Garabal (2)                                                         |
| 14 października 1956 | Chacarita Juniors – Estudiantes La Plata 1:0 Osvaldo Vega                                                                                 |
| 14 października 1956 | CA Tigre – Rosario Central 2:1 Héctor De Bourgoing, Osvaldo Carceo - Juan A. Castro                                                       |
| 14 października 1956 | Club Atlético Lanús – CA Huracán 4:1 Urbano Reynoso, Dante Lugo, Alfredo Rojas (2) - Horacio Onzari                                       |
| 14 października 1956 | Argentinos Juniors – Boca Juniors 1:1 Ricardo Trigili - Antonio Angelillo (k) mecz rozegrany został na stadionie klubu Ferro Carril Oeste |

### Kolejka 23
| Data                 | Mecz |
| -------------------- | --- |
| 21 października 1956 | River Plate – Racing Club de Avellaneda 2:1 Ángel Labruna, Eliseo Prado - Juan J. Pizzuti                                                   |
| 21 października 1956 | Boca Juniors – San Lorenzo de Almagro 2:0 Antonio Angelillo, Juan J. Rodríguez                                                              |
| 21 października 1956 | Vélez Sarsfield – Club Atlético Lanús 1:1 Norberto Conde - Alfredo Rojas                                                                    |
| 21 października 1956 | CA Huracán – Argentinos Juniors 5:3 Horacio Onzari (2), Orlando Peloso, Ricardo Infante (2) - Orlando Nappe, Nicolás Kuiper, Isidoro García |
| 21 października 1956 | Newell’s Old Boys – Gimnasia y Esgrima La Plata 3:2 Luis Pereyra, José Yudica (2) - Luis Pentrelli, Norberto Bonelli                        |
| 21 października 1956 | Ferro Carril Oeste – Rosario Central 1:2 Antonio Garabal - Juan A. Castro (2)                                                               |
| 21 października 1956 | Estudiantes La Plata – CA Tigre 4:1 Diego Arizaga, Héctor Molina, Ricardo Fernández, Alberto Cazaubón - Luis Cesáreo                        |
| 21 października 1956 | Independiente – Chacarita Juniors 3:0 Ricardo Bonelli, Ernesto Grillo (2)                                                                   |

### Kolejka 24
| Data                 | Mecz |
| -------------------- | --- |
| 28 października 1956 | Club Atlético Lanús – River Plate 1:3 Alfredo Rojas - Félix Loustau, José M. Sánchez, Ángel Labruna                                              |
| 28 października 1956 | Chacarita Juniors – Boca Juniors 2:3 Roberto Pegnotti, José Barreiro - Juan J. Rodríguez, Antonio Angelillo, Julio Marcarián                     |
| 28 października 1956 | San Lorenzo de Almagro – CA Huracán 0:1 Horacio Onzari                                                                                           |
| 28 października 1956 | Gimnasia y Esgrima La Plata – Ferro Carril Oeste 5:2 Francisco Loiácono (3), Norberto Bonelli, Ismael Villegas - Ernesto Juárez, Antonio Garabal |
| 28 października 1956 | Racing Club de Avellaneda – Newell’s Old Boys 2:2 Juan C. Mendiburu, Oreste Corbatta (k) - José H. García Pérez s, Luis Pereyra                  |
| 28 października 1956 | CA Tigre – Independiente 2:3 Jorge Hidalgo, Luis Cesáreo - Ernesto Grillo (2), Ricardo Bonelli (k)                                               |
| 28 października 1956 | Argentinos Juniors – Vélez Sarsfield 1:1 Jorge Martín - Luis A. Manzi mecz rozegrany został na stadionie klubu Ferro Carril Oeste                |
| 28 października 1956 | Rosario Central – Estudiantes La Plata 1:1 Juan A. Castro (k) - Alberto Sánchez s                                                                |

### Kolejka 25
| Data             | Mecz |
| ---------------- | --- |
| 1 listopada 1956 | River Plate – Argentinos Juniors 3:1 José M. Sánchez, Ángel Labruna, Francisco Sosa - Jorge Martín            |
| 1 listopada 1956 | Boca Juniors – CA Tigre 3:1 Julio Marcarián, Juan J. Rodríguez, Antonio Rattín - Luis Cesáreo                 |
| 1 listopada 1956 | Gimnasia y Esgrima La Plata – Racing Club de Avellaneda 1:1 Francisco Loiácono (k) - Humberto Maschio         |
| 1 listopada 1956 | Newell’s Old Boys – Club Atlético Lanús 1:1 Ernesto Picot - Alfredo Rojas                                     |
| 1 listopada 1956 | Independiente – Rosario Central 0:1 Juan A. Castro                                                            |
| 1 listopada 1956 | Vélez Sarsfield – San Lorenzo de Almagro 1:0 Luis A. Manzi                                                    |
| 1 listopada 1956 | CA Huracán – Chacarita Juniors 3:1 Orlando Peloso (2, 1k), Ricardo Infante - Roberto Brookes                  |
| 1 listopada 1956 | Ferro Carril Oeste – Estudiantes La Plata 1:3 Ernesto Juárez - Héctor Molina, Diego Arizaga, Alberto Cazaubón |

### Kolejka 26
| Data             | Mecz |
| ---------------- | --- |
| 4 listopada 1956 | San Lorenzo de Almagro – River Plate 3:3 José R. Herrera, José López, Raúl Gutiérrez - Norberto Menéndez (2), José M. Sánchez (k)                                  |
| 4 listopada 1956 | Chacarita Juniors – Vélez Sarsfield 1:0 Hernán Nonis |
| 4 listopada 1956 | Argentinos Juniors – Newell’s Old Boys 0:1 Luis Pereyra |
| 4 listopada 1956 | CA Tigre – CA Huracán 3:2 Norberto Méndez, Eugenio Aguilar (2) - Orlando Peloso, Ricardo Infante                                                                   |
| 4 listopada 1956 | Club Atlético Lanús – Gimnasia y Esgrima La Plata 5:3 Dante Lugo (2, 1k), Urbano Reynoso, Alfredo Rojas, José Nazionale - Norberto Bonelli (2), Francisco Loiácono |
| 4 listopada 1956 | Rosario Central – Boca Juniors 1:1 Miguel A. Juárez - Antonio Angelillo                                                                                            |
| 4 listopada 1956 | Estudiantes La Plata – Independiente 1:2 Diego Arizaga - Ernesto Grillo, Rodolfo Micheli                                                                           |
| 4 listopada 1956 | Racing Club de Avellaneda – Ferro Carril Oeste 2:0 Humberto Maschio, Juan J. Pizzuti                                                                               |

### Kolejka 27
| Data              | Mecz |
| ----------------- | --- |
| 11 listopada 1956 | River Plate – Chacarita Juniors 1:1 Ángel Labruna - Roberto Brookes                                                   |
| 11 listopada 1956 | Vélez Sarsfield – CA Tigre 2:1 Norberto Conde, Luis A. Manzi - Eugenio Aguilar                                        |
| 11 listopada 1956 | Ferro Carril Oeste – Independiente 2:1 Antonio Garabal (k), Ernesto Juárez - Ricardo Bonelli                          |
| 11 listopada 1956 | Racing Club de Avellaneda – Club Atlético Lanús 2:1 Humberto Maschio (2) - Ramón Moyano                               |
| 11 listopada 1956 | CA Huracán – Rosario Central 3:1 Ricardo Infante, Orlando Peloso (k), Roberto Roche - Alberto Sánchez                 |
| 11 listopada 1956 | Boca Juniors – Estudiantes La Plata 1:0 Juan J. Rodríguez                                                             |
| 11 listopada 1956 | Gimnasia y Esgrima La Plata – Argentinos Juniors 2:2 Héctor Barci, Luis Pentrelli - Héctor Tedeschi, Osvaldo Panzutto |
| 11 listopada 1956 | Newell’s Old Boys – San Lorenzo de Almagro 3:0 Luis Pereyra (2), José Yudica                                          |

### Kolejka 28
| Data              | Mecz |
| ----------------- | --- |
| 17 listopada 1956 | San Lorenzo de Almagro – Gimnasia y Esgrima La Plata 3:0 Raúl Gutiérrez, Roberto Resquín, José F. Sanfilippo                                           |
| 18 listopada 1956 | CA Tigre – River Plate 1:2 Héctor De Bourgoing - Eliseo Prado, Norberto Menéndez                                                                       |
| 18 listopada 1956 | Independiente – Boca Juniors 1:0 Camilo Cervino |
| 18 listopada 1956 | Club Atlético Lanús – Ferro Carril Oeste 3:1 Urbano Reynoso (2), Héctor Guidi - Salvador Calvanese                                                     |
| 18 listopada 1956 | Argentinos Juniors – Racing Club de Avellaneda 1:1 Orlando Nappe (k) - Oreste Corbatta (k) mecz rozegrany został na stadionie klubu Ferro Carril Oeste |
| 18 listopada 1956 | Chacarita Juniors – Newell’s Old Boys 2:1 Enrique Esquide (k), Hernán Nonis - Luis Pereyra                                                             |
| 18 listopada 1956 | Rosario Central – Vélez Sarsfield 4:0 Alberto Sánchez, Juan A. Castro, Ricardo F. Giménez (2)                                                          |
| 18 listopada 1956 | Estudiantes La Plata – CA Huracán 4:2 Diego Arizaga, Héctor Molina (2), Roberto Rolando - Hugo Vergara, Orlando Peloso                                 |

### Kolejka 29
| Data              | Mecz |
| ----------------- | --- |
| 25 listopada 1956 | River Plate – Rosario Central 4:0 (2:0) Widzowie: 32 000 Sędzia: Juan Brozzi Bramki: 1:0 Federico Vairo 6, 2:0 Néstor Raúl Rossi 22, 3:0 Ángel Amadeo Labruna 53, 4:0 Enrique Omar Sívori 61 Club Atlético River Plate: Amadeo Raúl Carrizo – Alfredo Ricardo Pérez, Federico Vairo – Oscar Hernán Mantegari, Néstor Raúl Rossi, Omar Guillermo Rossi, Norberto Menéndez, Enrique Omar Sívori, Eliseo Prado, Ángel Amadeo Labruna, Juan Carlos Loustau. Club Atlético Rosario Central: José Walter Ormeńo – Juan Carlos Biagioli, Néstor Lucas Cardoso, Carlos Alberto Álvarez, José Minni, José Poi; Oscar Luis Mottura, Roberto Apiciafuocco, Antonio Gauna, Juan Alberto Castro, Ricardo Giménez. |
| 25 listopada 1956 | Racing Club de Avellaneda – San Lorenzo de Almagro 6:2 Manuel Blanco (2), Oreste Corbatta (k), Juan J. Pizzuti, Juan C. Mendiburu, Humberto Maschio - Raúl Gutiérrez, Héctor Facundo |
| 25 listopada 1956 | CA Huracán – Independiente 1:1 Roberto Roche - Ernesto Grillo |
| 25 listopada 1956 | Vélez Sarsfield – Estudiantes La Plata 2:2 Marcelo López Espinosa, Norberto Conde - Ricardo Scialino (k), Roberto Rolando |
| 25 listopada 1956 | Gimnasia y Esgrima La Plata – Chacarita Juniors 1:4 Diego Bayo - Enrique Esquide (2, 2k), Roberto Brookes (2) |
| 25 listopada 1956 | Newell’s Old Boys – CA Tigre 3:1 José Yudica, Roberto Puppo (2) - Eugenio Aguilar |
| 25 listopada 1956 | Club Atlético Lanús – Argentinos Juniors 4:0 Dante Lugo (2, 1k), Urbano Reynoso (2) |
| 25 listopada 1956 | Ferro Carril Oeste – Boca Juniors 2:2 Salvador Calvanese (2) - Osvaldo Zubeldía, Antonio Angelillo |

### Kolejka 30
| Data           | Mecz |
| -------------- | --- |
| 1 grudnia 1956 | Rosario Central – Newell’s Old Boys 1:2 Ricardo F. Giménez - Raúl O. Belén, Luis Pereyra                          |
| 2 grudnia 1956 | Estudiantes La Plata – River Plate 2:1 Diego Arizaga (2) - Enrique Sívori                                         |
| 2 grudnia 1956 | Chacarita Juniors – Racing Club de Avellaneda 1:0 Enrique Esquide (k)                                             |
| 2 grudnia 1956 | Argentinos Juniors – Ferro Carril Oeste 1:2 Jorge Martín - Ernesto Juárez, Guillermo Linares                      |
| 2 grudnia 1956 | CA Tigre – Gimnasia y Esgrima La Plata 2:2 Norberto Méndez, Héctor De Bourgoing (k) - Ismael Villegas, Diego Bayo |
| 2 grudnia 1956 | Boca Juniors – CA Huracán 4:1 Osvaldo Zubeldía, Eduardo Senés, Antonio Angelillo (2) - Ricardo Infante            |
| 2 grudnia 1956 | Independiente – Vélez Sarsfield 1:1 Carlos Cecconato - Luis A. Manzi                                              |
| 2 grudnia 1956 | San Lorenzo de Almagro – Club Atlético Lanús 0:0                                                                  |

### Końcowa tabela sezonu 1956
| Poz | Klub                        | Mecze | Zw | Rem | Por | Pkt | BrZd | BrStr |
| --- | --------------------------- | ----- | -- | --- | --- | --- | ---- | ----- |
| 1   | River Plate                 | 30    | 17 | 9   | 4   | 43  | 61   | 32    |
| 2   | Club Atlético Lanús         | 30    | 15 | 11  | 4   | 41  | 59   | 37    |
| 3   | Boca Juniors                | 30    | 16 | 8   | 6   | 40  | 56   | 39    |
| 4   | Racing Club de Avellaneda   | 30    | 14 | 11  | 5   | 39  | 53   | 32    |
| 5   | CA Vélez Sarsfield          | 30    | 13 | 11  | 6   | 37  | 48   | 44    |
| 6   | Rosario Central             | 30    | 11 | 8   | 11  | 30  | 49   | 46    |
| 7   | Independiente               | 30    | 12 | 6   | 12  | 30  | 44   | 42    |
| 8   | San Lorenzo de Almagro      | 30    | 11 | 7   | 12  | 29  | 41   | 45    |
| 9   | Ferro Carril Oeste          | 30    | 10 | 7   | 13  | 27  | 44   | 49    |
| 10  | Gimnasia y Esgrima La Plata | 30    | 7  | 12  | 11  | 26  | 50   | 59    |
| 11  | Newell’s Old Boys           | 30    | 9  | 8   | 13  | 26  | 44   | 48    |
| 12  | Estudiantes La Plata        | 30    | 7  | 9   | 14  | 23  | 38   | 46    |
| 13  | CA Huracán                  | 30    | 7  | 9   | 14  | 23  | 45   | 59    |
| 14  | Argentinos Juniors          | 30    | 7  | 8   | 15  | 22  | 45   | 60    |
| 15  | CA Tigre                    | 30    | 7  | 8   | 15  | 22  | 44   | 61    |
| 16  | Chacarita Juniors           | 30    | 7  | 8   | 15  | 22  | 32   | 54    |

Ponieważ ostatnie trzy kluby uzyskały jednakową liczbę punktów, kolejność między nimi został ustalona w ten sposób, że wzięto po uwagę wyniki tych klubów uzyskane w meczach między sobą oraz z pięcioma najlepszymi klubami w tabeli. Ostatecznie ostatnie miejsce zajął klub Chacarita Juniors, co oznaczało spadek do drugiej ligi.

### Klasyfikacja strzelców bramek 1956
| Gole | Piłkarz           | Klub                      |
| ---- | ----------------- | ------------------------- |
| 17   | Juan Castro       | Rosario Central           |
| 17   | Ernesto Grillo    | Independiente             |
| 15   | Oreste Corbatta   | Racing Club de Avellaneda |
| 14   | Antonio Angelillo | Boca Juniors              |
| 14   | Dante Lugo        | Club Atlético Lanús       |